# Чалбун (деревня)
Чалбун — деревня в составе Опаринского района Кировской области. 

## География
Находится на расстоянии примерно 28 километров по прямой на юго-запад от районного центра поселка Опарино.

## История
Деревня известна с 1727 года, в 1744 году в ней было учтено 4 жителя мужского пола. В 1859 году отмечено дворов 3 и жителей 25, в 1950 24 и 90, в 1989 году было 12 жителей. До 2021 года входила в Стрельское сельское поселение Опаринского района, ныне непосредственно в составе Опаринского района.

## Население
Постоянное население  составляло 4 человека (русские 100%) в 2002 году, 4 в 2010.